# Монига дел Гарда
Мо̀нига дел Га̀рда (на италиански: Moniga del Garda, на източноломбардски: Mùniga, Мунига) е село и община в Северна Италия, провинция Бреша, регион Ломбардия. Разположено е на 105 m надморска височина, на западния бряг на езеро Гарда. Населението на общината е 2482 души (към 2011 г.).